# Grã-Bretanha nos Jogos Olímpicos de Inverno de 1936
A Grã-Bretanha participou dos Jogos Olímpicos de Inverno de 1936 em Garmisch-Partenkirchen, na Alemanha.